# 1960 w Wojsku Polskim
Kalendarium Wojska Polskiego 1960 – wydarzenia w Wojsku Polskim w roku 1960.

## Styczeń
- 5 Saskiej Dywizji Pancernej podlegały jednostki: 22 pułk czołgów (Żagań), 23 pułk czołgów (Słubice), 26 pułk czołgów (Gubin), 73 pułk zmechanizowany (Gubin), 26 dywizjon artylerii haubic (Gubin), 3 dywizjon artylerii przeciwlotniczej (Gubin), 12 dywizjon artylerii rakietowej (Gubin), 2 batalion rozpoznawczy (Kostrzyn), 66 batalion saperów (Kostrzyn), 59 batalion łączności (Gubin)[1]

1 stycznia
- rozpoczęto rok szkolny w SZ (4 okresy szkolenia)[2]

3 stycznia
- odbyła się przysięga marynarzy na skwerze im. Tadeusza Kościuszki w Gdyni

6 stycznia
- minister obrony narodowej wydał zarządzenie nr 1 w sprawie organizacji, zakresu i trybu działania organów rewizji materiałowej w wojsku[3]

15 stycznia
- minister obrony narodowej wydał rozkaz nr 1 w sprawie rozwoju wynalazczości i racjonalizatorstwa w wojsku[3]

27–28 stycznia
- odbyła się odprawa komendantów wojewódzkich komend wojskowych i wojskowych komend rejonowych, na której podsumowano działalność za lata 1958–1959 oraz omówiono sprawy poboru, kwalifikowania poborowych do różnych rodzajów wojsk, prowadzenia ewidencji, szkolenia rezerwistów, współpracy z Ligą Przyjaciół Żołnierza w dziedzinie przygotowania młodzieży do służby wojskowej, jak również podnoszenia kwalifikacji przez pracowników wojskowych komend rejonowych[3]

28 stycznia
- odbyła się narada kierowniczego aktywu partyjnego Wojska Polskiego[3]
- w Ministerstwie Obrony Narodowej odbyła się konferencja, na której omówiono sprawy upowszechnienia i podnoszenia kultury technicznej w wojsku[3]

## Luty
3 lutego
- minister obrony narodowej wydał zarządzenie nr 9 w sprawie określenia oznak wojskowych, jakie są obowiązani nosić oficerowie i podoficerowie nie będący w czynnej służbie wojskowej, w przypadkach uzyskania zezwolenia na noszenie umundurowania[3]

4 lutego

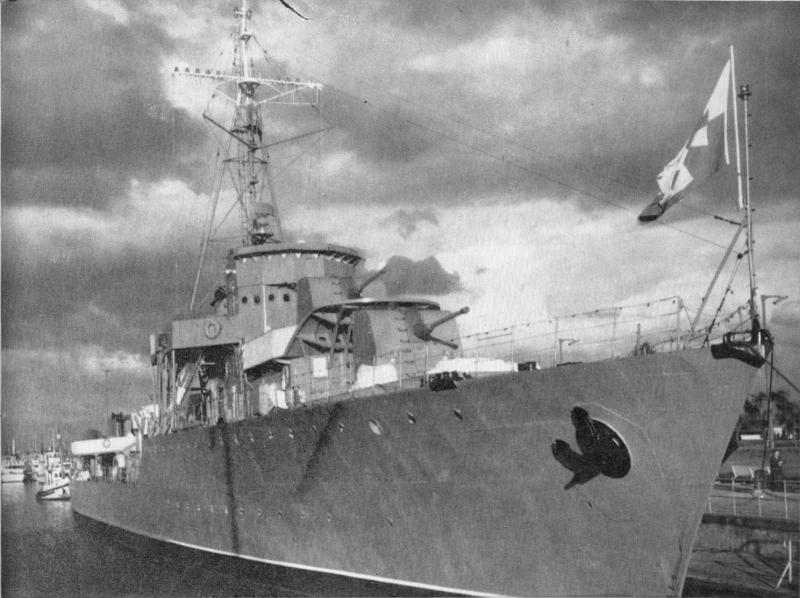
ORP Burza

- odbyło się posiedzenie Doradczego Komitetu Politycznego Układu Warszawskiego w Moskwie[2]

16 lutego
- Sejm PRL uchwalił ustawę o akademiach wojskowych oraz ustawę o orderach i odznaczeniach[3]

24 lutego
- niszczyciel ORP „Burza” został skreślony z listy okrętów bojowych Marynarki Wojennej.

29 lutego
- ukazał się rozkaz MON w sprawie Kół Wiedzy Wojskowej[2]

## Marzec
1 marca
- minister obrony narodowej wydał zarządzenie w sprawie szkolenia żołnierzy na kierowców-traktorzystów[2]

3 marca
- minister obrony narodowej wydał zarządzenie nr 21, a szef Głównego Zarządu Politycznego WP stosowne wytyczne dotyczące reorganizacji struktury Kół Oficerów Rezerwy i zmiany ich nazwy na Kluby Oficerów Rezerwy[3]

4 marca
- odbyła się w Warszawie narada poświęcona rozwojowi ruchu wynalazczości i racjonalizatorstwa w wojsku[3]

8 marca
- minister obrony narodowej rozkazem nr 12 nadał nazwy: Wojskowemu Sanatorium w Busku Zdroju imienia mjr dr Heleny Wolf, a podoficerskiej Szkole Łączności Śląskiego Okręgu Wojskowego imienia szer. Anieli Krzywoń[3]

21 marca
- ministerowie spraw wewnętrznych i obrony narodowej wydali zarządzenie w sprawie wydawania dowodów osobistych żołnierzom zawodowym[3]

29 marca
- minister obrony narodowej rozkazem nr 14 nadał Oficerskiej Szkole Uzbrojenia nazwę imienia por. Walerego Bagińskiego i ppor. Antoniego Wieczorkiewicza[3]

## Kwiecień
4 kwietnia
- W sali konferencyjnej Klubu Oficerskiego w Warszawie odbyła się pierwsza narada aktywistów Kół Młodzieży Wojskowej szkół oficerskich[3].

12 kwietnia
- Minister obrony narodowej wydał zarządzenie nr 33 w sprawie zasad noszenia umundurowania przez żołnierzy Wojska Polskiego[3].

21 kwietnia
- Rozpoczęła się dwudniowa VI Konferencja PZPR MW: I sekretarzem wybrano kmdr. Henryka Tauzowskiego.

22 kwietnia
- Rozkaz MON w sprawie przedterminowego zwolnienia żołnierzy mających zawód nauczyciela oraz przyjętych na pierwszy rok studiów wyższych[2].

27 kwietnia
- Zmarli w Warszawie: ppłk dypl. piech. Leon Bączkiewicz i major 7 pułku ułanów lubelskich Andrzej Krasowski ps. „Cyrano”, odznaczony Krzyżem Srebrnym Orderu Virtuti Militari, dwukrotnie Krzyżem Walecznych, Krzyżem Partyzanckim i Srebrnym Krzyżem Zasługi z Mieczami. Długoletni pracownik PLL „LOT”[4].

## Maj
14 maja
- Z okazji 15 rocznicy zakończenia wojny oraz przypadającej w tym dniu rocznicy podpisania Układu Warszawskiego odbyło się w Szczecinie spotkanie żołnierzy oficerów Wojska Polskiego, Armii Radzieckiej oraz Narodowej Armii Ludowej NRD[3].

18 maja
- Minister obrony narodowej wydał zarządzenie nr 41 w sprawie kwalifikacji wymaganych do objęcia stanowisk oficerskich w specjalnościach sądownictwa wojskowego i prokuratorów wojskowych, korpusu osobowego oficerów sprawiedliwości[3].

22 maja
- Ukazało się zarządzenie ministra obrony narodowej nr 25 w sprawie przedterminowego zwolnienia z zasadniczej służby wojskowej i przeniesienia do rezerwy żołnierzy posiadających zawód nauczyciela oraz przyjętych na pierwszy rok studiów w szkołach wyższych, którym okres odbywania tej służby kończy się jesienią 1960 roku[3].

28–29 maja
- Delegacja Wojska Polskiego wzięła udział w uroczystości w Norwegii w związku z 20 rocznicą walk o Narwik, w których walczyła Samodzielna Brygada Strzelców Podhalańskich[3].

31 maja
- Niszczyciel ORP „Burza” został oficjalne przekształcony w okręt muzeum z miejscem postoju przy nabrzeżu basenu nr 1 w Gdyni[3].

## Czerwiec
1 czerwca
- Generał brygady Wojciech Jaruzelski został powołany na stanowisko szefa Głównego Zarządu Politycznego Wojska Polskiego[3].

6–13 czerwca
- II Zawody Lotnictwa Myśliwskiego i Bombowego o mistrzostwo indywidualne i zespołowe Wojsk Lotniczych i Wojsk Obrony Przeciwlotniczej Obszaru Kraju; w lotnictwie myśliwskim zwyciężył por. pil. Jaworowicz, a bombowym por. pil. Edward Charyszyn[5]

20 czerwca
- minister obrony narodowej rozkazem nr 27 nadał Wojskowemu Instytutowi Higieny i Epidemiologii nazwę imienia gen. Karola Kaczkowskiego[3]

28 czerwca
- okręt – muzeum „Burza” oficjalnie otwarto i udostępniono do zwiedzania[3]

## Lipiec
8 lipca
- Radziecki Komitet Weteranów Wojennych przekazał 9 urn z ziemią spod Lenino, Darnicy, Równego i innych miejscowości znajdujących się na terytorium ZSRR[3]

12 lipca
- odbyła się uroczystość na granicy polsko-czechosłowackiej przekazania przez delegację czechosłowacką przedstawicielom ZBoWiD urny z ziemią z pól bitew stoczonych podczas ostatniej wojny przez żołnierzy polskich na terenie Czechosłowacji[3]

15 lipca
- minister obrony narodowej wydał rozporządzenie w sprawie zasad zaliczania służby wojskowej i pracy do okresów wymaganych dla nadania srebrnego i złotego medalu „Siły Zbrojne w Służbie Ojczyzny”[6]
- staraniem Towarzystwa Przyjaźni Radziecko-Polskiej w Moskwie zorganizowana została uroczysta akademia poświęcona 550 rocznicy bitwy pod Grunwaldem. Na uroczystość przybyli marszałkowie Związku Radzieckiego Iwan Koniew i Konstanty Rokossowski[6]
- przed Grobem Nieznanego Żołnierza w Warszawie odbyła się uroczystość zsypania do wspólnej urny ziemi pobranej z historycznych pól bitewnych na całym świecie[a][6]

17 lipca
- Siły Zbrojne PRL na odbywającym się Zlocie Młodzieży Polskiej na polach grunwaldzkich w 550 rocznicę historycznej bitwy pod Grunwaldem były reprezentowane przez delegacje wojsk lądowych, lotniczych, marynarki wojennej, wojsk ochrony pogranicza i korpusu bezpieczeństwa wewnętrznego[6][5][7]
- minister obrony narodowej, w związku z 550 rocznicą bitwy pod Grunwaldem, ustanowił specjalną pamiątkową Plakietkę Grunwaldzką nadawaną jako wyróżnienie dla najlepszych jednostek[6]

## Lipiec – sierpień
- W okolicach Wyszogrodu, Płocka, Sandomierza oraz nad Dunajcem w walce z powodzią uczestniczyło 20 000 żołnierzy. W akcji brało również udział 1000 różnych środków pływających, 1000 radiostacji wojskowych, kilka tysięcy samochodów oraz śmigłowce i samoloty[6].

## Sierpień
1 sierpnia
- minister obrony narodowej wydał zarządzenie nr 57 w sprawie udzielenia przez wojsko pomocy wytwórniom filmowym przy produkcji filmów[6]

25 sierpnia
- minister obrony narodowej wydał zarządzenie nr 63 w sprawie opiniowania szeregowców i podoficerów mających tytuł podchorążego rezerwy oraz mianowania tych szeregowców i podoficerów na wyższe stopnie wojskowe[6]

## Wrzesień
9–13 września

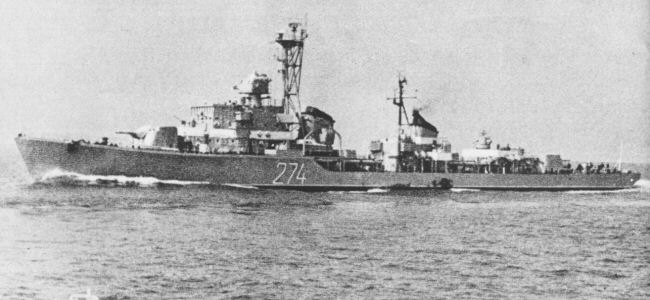
ORP Wicher

- zespół okrętów wojennych w składzie: niszczyciel „Wicher” oraz stawiacze min „Bóbr” i „Mors” udał się z wizytą do portu Portsmouth w Wielkiej Brytanii[6]

27–30 września
- do Niemieckiej Republiki Demokratycznej udał się z wizytą zespół okrętów wojennych w składzie: niszczyciel „Wicher”, dwa okręty podwodne i jeden trałowiec bazowy[6]

## Październik
4 października
- Rada Ministrów wydała rozporządzenie w sprawie uprawnień akademii wojskowych w zakresie nadawania stopni naukowych oraz warunków nadawania tych stopni[6]

10–20 października
- przebywała w Polsce 300-osobowa grupa weteranów Armii Radzieckiej, uczestników walk o wyzwolenie Polski[6]

## Listopad
5–9 listopada
- zespół okrętów wojennych w składzie: niszczyciel „Wicher” oraz trałowce bazowe „Tur” i „Foka” przebywały z wizytą w Leningradzie[6]

9–19 listopada
- delegacja Wojska Polskiego pod przewodnictwem ministra obrony narodowej przebywała z wizytą w Czechosłowackiej Republice Socjalistycznej[6]

15 listopada
- w Muzeum Wojska Polskiego otwarto stałą ekspozycję „Tysiącletnie Dzieje Oręża Polskiego”[6]
- w Warszawie utworzono Zespół Estradowy Wojsk Lotniczych „Eskadra”[7]

17 listopada
- odbyła się narada w Sztabie Generalnym WP na temat rozwoju techniki[2]

27 listopada
- w Przasnyszu generał brygady Władysław Szczepucha wręczył sztandar 64 Lotniczemu Pułkowi Szkolnemu

## Grudzień
1 grudnia
- wprowadzono nowe przepisy ubiorcze[2]
- zakończył się III etap rozwoju sił zbrojnych[2]

8 grudnia
- Rady Ministrów wydała rozporządzenie w sprawie tytułów zawodowych nadawanych absolwentom wyższych studiów zawodowych w Wojskowej Akademii Technicznej i Wyższej Szkole Marynarki Wojennej[6]

31 grudnia
- na niektórych wydziałach Wojskowej Akademii Technicznej i Wyższej Szkoły Marynarki Wojennej zarządzeniem nr 92 ministra obrony narodowej wprowadzono studia zawodowe (I stopnia)[6]
- Marynarka Wojenna liczyła etatowo 15 339, a faktycznie 14 935 oficerów, podoficerów i marynarzy oraz 3488 pracowników cywilnych. Na jej wyposażeniu znajdowało się[8]:
- 87 okrętów bojowych i specjalnego przeznaczenia, w tym: 3 niszczyciele, 7 okrętów podwodnych, 19 kutrów torpedowych projektu 183, 8 ścigaczy OP projektu 122-bis, 3 dozorowce typu „Czajka”, 12 trałowców bazowych projektu 254KiM, 7 rzecznych kutrów trałowych projektu 151, 12 kutrów trałowych projektu 361-T, 8 okrętów desantowych typu LCT i 6 kutrów desantowych typu KD;
- 2 okręty szkolne
- 70 różnych pływających jednostek pomocniczych, w tym: 2 okręty hydrograficzne, 4 okręty ratownicze, 6 zbiornikowców i 8 holowników
- 64 samoloty bojowe (MiG-15, Lim-2, Lim-5 i IŁ-28), w tym 30 w wersji myśliwskiej i 30 w wersji szturmowej oraz 4 w wersji bombowo-rozpoznawczej
- 46 dział artylerii nadbrzeżnej, 10 czołgów i 36 85 mm armat plot